# موتور جمعة نادري
موتور جمعة نادري (بالإنجليزية: Mowtowr-e Jameh Naderi)‏ هي منطقة سكنية تقع في سيستان وبلوتشستان في إيران. يقدر عدد سكانها بـ 51 نسمة .